# 개선청년공원

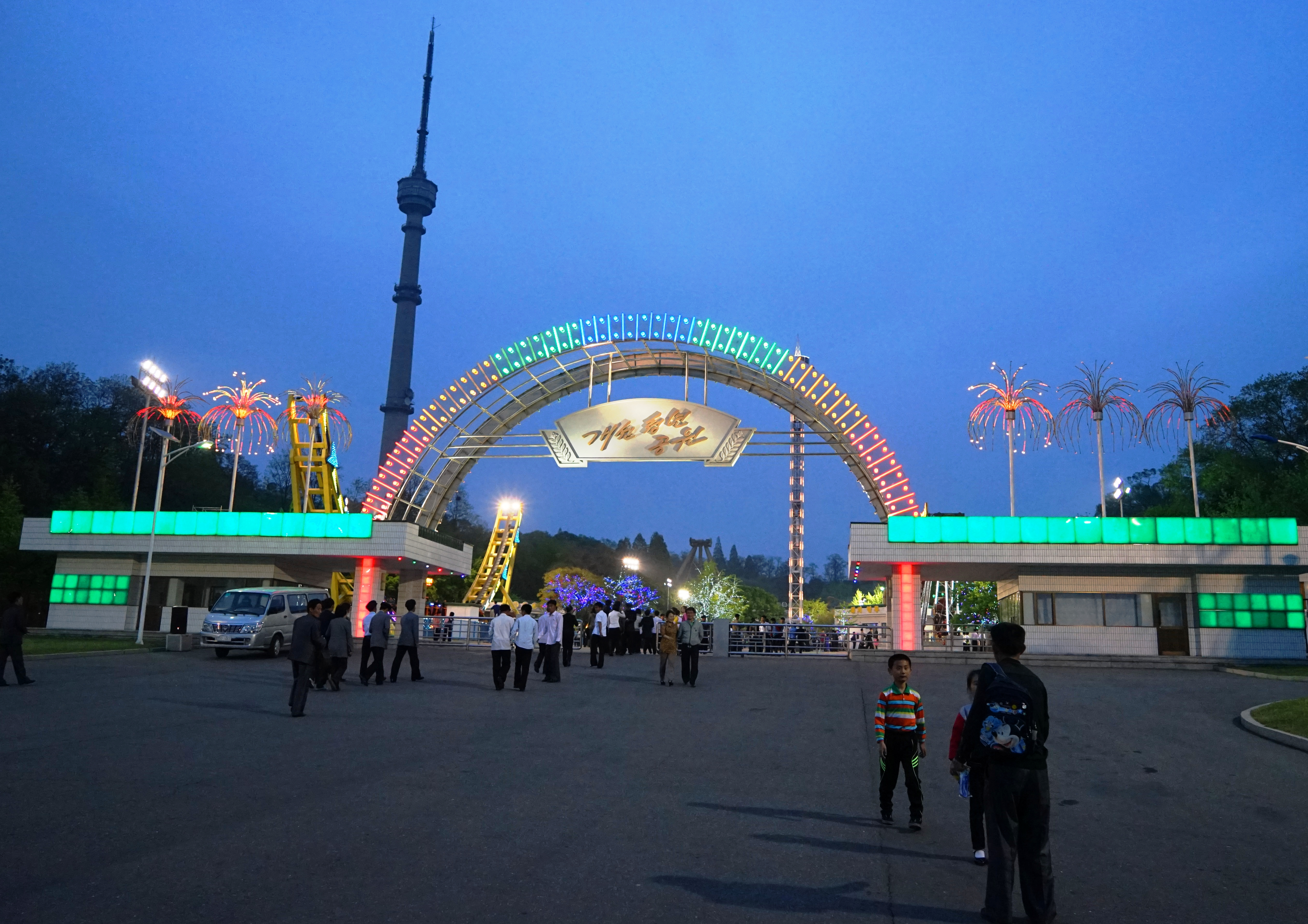
개선청년공원

개선청년공원(영어: Kaeson Chongnyon Park)은 조선민주주의인민공화국 평양직할시 만경대구역에 위치한 놀이공원이다.

## 같이 보기
- 만경대유희장
- 대성산원지
- 릉라인민유원지